# 川原正敏
川原 正敏（かわはら まさとし、1960年8月17日 - ）は、日本の漫画家。広島県三原市出身。国立広島商船高等専門学校航海科出身。血液型はA型。『陸奥圓明流外伝 修羅の刻』においては自身の筆と挿絵による小説も手がけており、全1巻が刊行されている。
コマ割りに特徴があり基本的に、縦に割られていない横コマ４つ、１ページまるごとの大ゴマ、見開きの三種が多用される。
2009年、広島県三原市のふるさと大使の1人に任命される。

## 作品リスト

### 漫画
- パラダイス学園（デビュー作、1985年 - 1986年、『月刊少年マガジン』、講談社、全3巻）
- 実録漫画 岡田有希子物語（1985年、『月刊少年マガジン』2月号読み切り）
- あした青空（1986年 - 1987年、『月刊少年マガジン』、全2巻）
- エンジェル（全1巻）
- HERO（1988年 - 1989年、『週刊少年マガジン』、講談社、全2巻、ワイド版全1巻）
- 修羅の門（1989年 - 1996年）、『月刊少年マガジン』、全31巻、文庫版全15巻）
  - 修羅の門 第弐門（2010年 - 2015年、『月刊少年マガジン』、全18巻）
- 陸奥圓明流外伝 修羅の刻（1989年 - （不定期掲載）、『月刊少年マガジン』）
- 海皇紀（1998年 - 2010年、『月刊少年マガジン』、全45巻）
- 龍帥の翼 史記・留侯世家異伝（2016年[3] - 2022年[4]、『月刊少年マガジン』、全25巻）

### 小説
- 陸奥圓明流外伝 修羅の刻（全1巻）

### 漫画原作
- マイ・チャンピオン（画：きむらみつお、講談社、全1巻）
- 夢の球譜（画：きむらみつお、講談社、全1巻）
- 修羅の門異伝 ふでかげ（2010年 - 2014年、作画：飛永宏之、『月刊少年マガジン』）
- 陸奥圓明流異界伝 修羅の紋 ムツさんはチョー強い?!（画：甲斐とうしろう、講談社、既刊14巻）